# École française de clavecin
La France a connu pendant la période baroque (XVIIe et XVIIIe siècles) une véritable floraison de compositeurs pour le clavecin : l'École française de clavecin.

## Chronologie
On peut, schématiquement, diviser cette période en deux parties.

### Débuts de la musique de clavecin en France (1640-1710)
La première période, jusque vers 1710, est celle des pionniers, qui mettent au point le style français (style brisé ou luthé : à la manière des luthistes, notes inégales ...) et la structure de la suite baroque. Dès cette époque est attestée l'importance particulière que les musiciens français accordent aux agréments : il est fréquent que les compositeurs insèrent en début de leurs ouvrages imprimés une « table des ornements » décrivant de façon plus ou moins explicite la façon dont ils devraient être interprétés. François Couperin, l'une des grandes figures du clavecin français, précisera même plus tard qu'une interprétation des ornements différente de celle qu'il préconise dans ses partitions trahit la pensée du compositeur[réf. nécessaire].
Relèvent de cette première esthétique, dans un ordre grossièrement chronologique :
- Jacques Champion de Chambonnières, considéré comme le « père » de l'école française 
  - deux livres édités en 1670 (pièces composées bien antérieurement)
- Louis Couperin
  - entre 1650 et 1661 : environ 130 pièces restées en manuscrit
- Jacques Hardel : quelques pièces du Manuscrit Bauyn
- Nicolas Lebègue ;
  - 1677 - 1er livre de pièces groupées en suites
  - 1687 - 2e livre de suites
- Jean-Henri d'Anglebert ;
  - 1689 - recueil de pièces pour le clavecin avec des transcriptions d'œuvres de Lully et quelques pièces d'orgue
- Jean-Nicolas Geoffroy ;
  - avant 1694 : 255 pièces, groupées en suites dans tous les tons, restées en manuscrit
- Louis Marchand ;
  - 1699 : 1er livre (une suite)
  - 1702 : 2e livre (une suite)
  - vers 1715 : 1 suite découverte en 2003
- Charles Dieupart ;
  - 1701 (?) : six suites avec ouverture à la française
- Gaspard Le Roux ;
  - 1705 : sept suites
- Élisabeth Jacquet de la Guerre ;
  - 1687 : 1er livre de suites
  - 1707 : 2e livre de suites
- Louis-Nicolas Clérambault ;
  - 1704 : 1er livre (deux suites)

On doit ici citer l'allemand Johann Jakob Froberger, présent à Paris vers 1650 et dont l'influence semble déterminante dans la mise au point de la forme classique de la suite (allemande, courante, sarabande, gigue).
En dehors des recueils imprimés (les premiers sont ceux de Chambonnières), les sources les plus importantes — notamment pour Louis Couperin — sont le Manuscrit Bauyn et le Manuscrit Parville.
Beaucoup de ces artistes pratiquent la forme, abandonnée à partir de 1700, du prélude non mesuré hérité des luthistes, ainsi que certaines danses en désuétude (branle de basque, canarie, pavane, gaillarde, etc.).

### Seconde période (1710-1789)
La seconde période, à partir des années 1710, voit le renouvellement des formes et du style, sous les impulsions complémentaires de François Couperin et Jean-Philippe Rameau. Si le premier se révèle comme le grand poète de l'instrument, le second introduit un jeu brillant, évoquant parfois Scarlatti, dans la tradition française : leurs suivants, tels Daquin ou Duphly, puiseront aux deux sources.
Cette période se caractérise par l'éclatement progressif de la « suite » (forme que Couperin et certains de ses émules intitulent « ordre »), la place grandissante accordée aux pièces de caractère ou imitatives, l'influence de la virtuosité à l'italienne, la multiplication des recueils.
À la fin de la période, la manière commence à évoluer vers le « style galant » et l'utilisation de la basse d'Alberti. Cette tendance se ressent nettement dans le dernier livre de Duphly. Mais celui-ci est le dernier musicien à consacrer l'intégralité de son œuvre au clavecin qui subit alors le remplacement par le pianoforte : sa mort en 1789, comme Armand-Louis Couperin, apparaît comme le symbole — fortuit ... — d'une époque révolue.
Pendant cette période sont actifs (liste non exhaustive) : 
- François Couperin
  - 1713 : 1er livre - Ordres 1 à 5
  - 1716 : 8 préludes et allemande de L'Art de toucher le clavecin
  - 1717 : 2e livre - ordres 6 à 12
  - 1722 : 3e livre - ordres 13 à 19
  - 1730 : 4e livre - ordres 20 à 27
- Nicolas Siret
  - 1709 (?) : 1er livre (dédié à François Couperin)
  - 1719 : 2e livre
- Jean-Philippe Rameau
  - 1706 : 1er livre
  - 1724 : 2e livre
  - 1728 : 3e livre
  - 1741 : cinq pièces de clavecin en concert
  - 1747 : La Dauphine (pièce isolée)
- Jean-François Dandrieu
  - 1705 : trois livres de clavecin dits « de jeunesse »
  - 1724 : « 1er livre »
  - 1728 : 2e livre
  - 1734 : 3e livre
- Louis-Antoine Dornel
  - 1731 : 6 suites
- Le Bret
  - vers 1730-1740 : deux suites
- François d'Agincourt
  - 1733 : recueil de 4 « ordres »
- Durocher
  - 1733 : 1er livre
- Pierre Février
  - 1734 : 1er livre
  - vers 1740 : 2e livre
- Michel Corrette
  - 1734 : 1er livre
  - 1749 à 1769 : Les Amusements du Parnasse - méthode de clavecin (6 livres)
- Louis-Claude Daquin
  - 1735 : 1er livre - 4 suites
- Jean-Odéo Demars
  - 1735 : 1er livre - 4 suites
- Joseph Bodin de Boismortier
  - 1735 : Quatre suites de pièces de clavecin - opus 59
- Bernard de Bury
  - 1737 : 1er livre - 4 suites
- Josse Boutmy
  - 1738-1750 : 3 livres
- Charles-Alexandre Jollage
  - 1738 : « 1er livre »
- Jean-Adam Guilain
  - 1739 : « 1er livre »
- Jean-Baptiste Barrière
  - 1740 : « Sonates et Pièces pour le clavecin »
- Philippe-François Véras
  - 1740 : « 1er livre »
- Jean-Joseph Cassanéa de Mondonville
  - 1740 : Pièces de clavecin en sonates avec accompagnement de violon op.3
  - 1748 : Pièces de clavecin avec voix ou violon op.5
- Pierre-Claude Foucquet
  - vers 1740-1750 : 3 livres
- Pierre-Jean Lambert
  - 1741 : Pièces de clavecin (5 suites)
- Célestin Harst
  - 1745 : « 1er livre »
- Joseph Nicolas Pancrace Royer
  - 1746 : « 1er livre »
- Jean-Baptiste-Antoine Forqueray
  - 1747 : Pièces de clavecin, transcrites de pièces pour viole de son père et de lui-même
- Friedrich Wilhelm Marpurg ou Marpourg, allemand en séjour en France 
  - vers 1748 : « 1er livre »
- Claude Balbastre
  - 1748 : 1er livre
  - 1759 : 2e livre
- Armand-Louis Couperin
  - 1751 : Pièces de clavecin
- Christophe Moyreau[1]
  - 1753 : 6 livres
- Jacques Duphly
  - 1744 : 1er livre
  - 1748 : 2e livre
  - 1756 : 3e livre
  - 1768 : 4e livre
- Charles Noblet
  - 1757 : « Nouvelles suittes de pièces de clavecin et trois sonates, avec accompagnement de violon »
- Abbé Gravier
  - 1759 : Six sonates
- Simon Simon
  - 1761 : 1er livre
  - 1770 : 2e livre
  - 1770 : 3e livre
- J. Feyzeau
  - 1764 : Pièces de clavecin en sonates
- Jean-Jacques Beauvarlet Charpentier
  - 1764 : 6 Sonates pour clavecin
  - 1770 : 1er livre de pièces de clavecin
  - 1776 : Airs choisis variés pour clavecin ou pianoforte
  - 1778 : 2 Concertos pour clavecin ou pianoforte
  - 1779 : IIIe Recueil de petits airs choisis et variés pour clavecin, pianoforte ou harpe
  - 1782 : Ve Recueil de six airs choisis et variés pour clavecin ou pianoforte ; 2 sont en duo
- Jean-Frédéric Edelmann
  - Recueils de Pièces de Clavecin vers 1770
- Jean-François Tapray
  - 1770 : 4 Variations sur les Sauvages de Rameau
  - 1789 : Premiers éléments du clavecin ou du piano op 25 (douze pièces)
- Josse-François-Joseph Benaut
  - 1773 : Premier (et unique) livre (pour le clavecin ou le piano-forte)
- Franz Beck
  - 1773 : Sonates pour le clavecin ou le piano-forte